# Pontils
Pontils es un municipio español de la comarca catalana de la Cuenca de Barberá, en la provincia de Tarragona. Según datos de 2004 su población era de 138 habitantes. Se convirtió en cabeza de municipio en 1995. Hasta entonces lo era Santa Perpetua de Gayá (Santa Perpètua de Gaià en catalán), hoy en día núcleo agregado de Pontils. Otros pueblos del municipio son Rocamora y San Magín de Brufagaña (Rocamora i Sant Magí de Brufaganya), Seguer y Vallespinosa.

## Historia
En el 1057 fue comprado por Ramón Berenguer I a Ermesenda, esposa de Ramón Borrell. El lugar quedó en manos de los de Cervelló quienes tuvieron el señorío de las tierras durante toda la Edad Media. A mediados del siglo XVI, el lugar quedó en manos de la familia Savallà; en el siglo XVIII los señores de las tierras eran los marqueses de Aitona.

## Geografía humana

### Demografía
Cuenta con una población de 123 habitantes (INE 2024).
| Gráfica de evolución demográfica de Pontils entre 1842 y 2021 |
| |
| Población de derecho según los censos de población del INE Población de hecho según los censos de población del INEEn estos censos se denominaba Santa Perpetua: 1842, 1857, 1860, 1877, 1887, 1897, 1900, 1910, 1920, 1930, 1940, 1950, 1960, 1970 y 1981 En este censo se denominaba Santa Perpétua de Gaià: 1991 Entre el censo de 1857 y el anterior, crece el término del municipio porque incorpora a 435016 (Pontils), 435020 (San Magín de Rocamora), 435021 (Seguer) y 435025 (Vallespinosa) |

### Población por núcleos
Desglose de población según el Padrón Continuo por Unidad Poblacional del INE.
| Núcleos                | Habitantes (2014) | Varones | Mujeres |
| ---------------------- | ----------------- | ------- | ------- |
| Pontils                | 27                | 13      | 14      |
| San Magín de Rocamora  | 1                 | 1       | 0       |
| Santa Perpètua de Gaià | 15                | 9       | 6       |
| Seguer                 | 35                | 23      | 12      |
| Valldeperes            | 17                | 10      | 7       |
| Vallespinosa           | 28                | 12      | 16      |
| Viladeperdius          | 0                 | 0       | 0       |

### Economía
La principal actividad económica es la agricultura. Predominan los cultivos de secano, con la viña, los cereales y los almendros como productos principales. 

#### Evolución de la deuda viva
El concepto de deuda viva contempla sólo las deudas con cajas y bancos relativas a créditos financieros, valores de renta fija y préstamos o créditos transferidos a terceros, excluyéndose, por tanto, la deuda comercial.
| Gráfica de evolución de la deuda viva del ayuntamiento entre 2008 y 2014                             |
| |
| Deuda viva del ayuntamiento en miles de Euros según datos del Ministerio de Hacienda y Ad. Públicas. |

La deuda viva municipal por habitante en 2014 ascendía a 130,08 €.

## Cultura
Aún quedan restos del antiguo castillo del pueblo, situado sobre una colina que domina la población. Era conocido con el nombre de el Castellot. La iglesia parroquial está dedicada a la Natividad de la Virgen; su interior es de estilo gótico y su portalada románica.
Dentro del actual término municipal se pueden ver aún las ruinas de otros castillos:
- El de Santa Perpètua de Gaià tenía su torre de planta triangular con cantos redondeados. Formaba parte de una línea de fortificaciones que se construyeron por todo el condado de Barcelona durante el siglo X, aún queda en pie una parte de la muralla. Junto a los restos del castillo se encuentra la iglesia barroca de Santa María de Santa Perpetua de Gayá (en catalán Santa Maria de Santa Perpètua de Gaià), en la actualidad en ruinas.

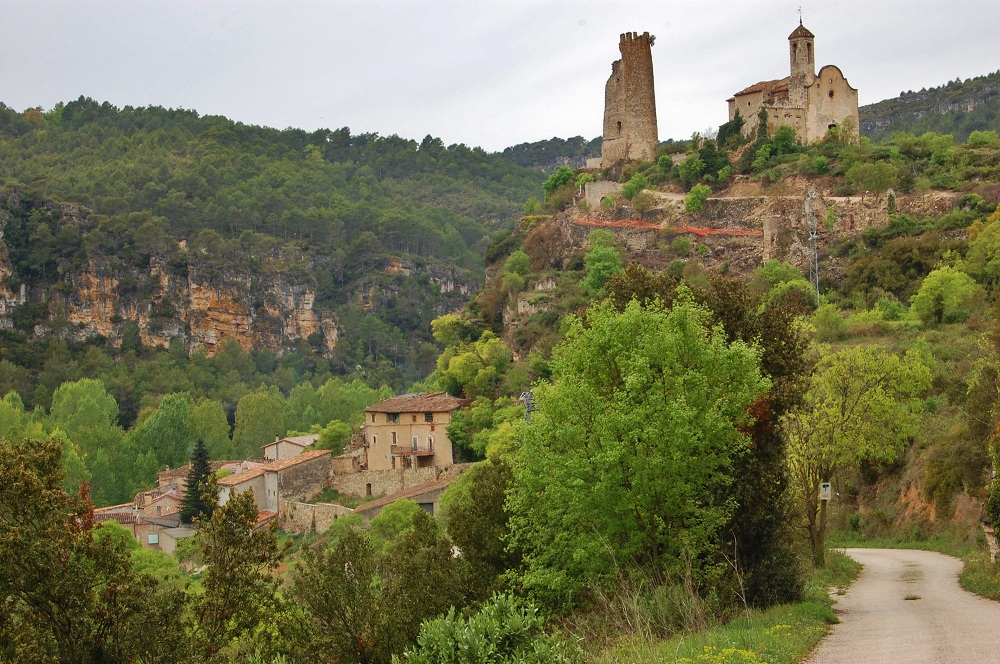
Castillo de Santa Perpetua.

- El Castillo de Montclar desempeñó un importante papel en la reconquista del territorio. Perteneció a los de Santa Perpetua de Gayá hasta que en 1033 fue adquirido por Bernat Sendred de Gurb. En el 1072 pasó a ser posesión de Ramón Berenguer I. Se conservan algunos restos de la torre. A su lado se encuentra San Miguel de Montclar, capilla románica que fue, probablemente, la iglesia del castillo.

- El Santuario de San Magín de Brufagaña está dedicado a este santo anacoreta que fue martirizado en el siglo III. Aparece documentado por primera vez en 1204 y se sabe que en el siglo XIII existía ahí ya una pequeña ermita. En el siglo XVI se realizó una reforma completa, auspiciada por los señores de Cervelló. Quedó en manos de religiosos dominicos desde 1603 hasta 1835. Fue saqueado en diversas ocasiones, en 1714, 1835 y 1936. En el interior de la ermita se cree que se encontraba el sepulcro del santo. Se puede ver una imagen de San Magín de construcción moderna ya que la original, una talla del siglo XIV de madera policromada, fue destruida en 1936.

Pontils celebra sus fiestas durante el mes de agosto. El Río Gayá atraviesa el municipio.